# Wladimir Karpowitsch Pikalow
Wladimir Karpowitsch Pikalow (russisch Владимир Карпович Пикалов; * 15. September 1924 in Armawir; † 29. März 2003 in Moskau) war ein sowjetischer Generaloberst und Kommandeur der Chemischen Truppen der UdSSR von 1968 bis 1988. Während der Nuklearkatastrophe von Tschernobyl war er verantwortlicher Kommandeur der spezialisierten Militäreinheiten vor Ort. Wegen seiner Leistungen im Zweiten Weltkrieg und in Tschernobyl wurde er mit zahlreichen Auszeichnungen geehrt, u. a. mit der damals höchsten Auszeichnung der UdSSR Held der Sowjetunion.

## Leben

### Kindheit und Ausbildung
Pikalow wurde 1924 in Armawir in der Region Krasnodar geboren. Sein Vater war Karp Iwanowitsch Pikalow, der in der Oktoberrevolution, im Russischen Bürgerkrieg und später im Zweiten Weltkrieg gedient hat. Wladimir Pikalow absolvierte bis Kriegsbeginn die neunte Klasse und wurde dann im Juni 1941 in die Rote Armee eingezogen.

### Militärische Laufbahn
Pikalow verbrachte eine Schnellausbildung von insgesamt sechs Monaten am Artillerieinstitut Rostow. Diese wurde jedoch vom Vorstoß der Deutschen unterbrochen, als diese im November eine zweigeteilte Offensive auf der Krim und gegen Rostow führten und die sowjetischen Truppen zurückdrängten. In diesen Gefechten und auch der anschließenden Schlacht um Rostow war Pikalow bereits an der Verteidigung und Rückeroberung der Stadt beteiligt. Nach Abschluss seiner Ausbildung im Dezember wurde er sofort an die Deutsch-Russische Front versetzt und kämpfte unter anderem in der Schlacht um Moskau, während der Woronesch-Woroschilowgrader Operation, der Schlacht von Stalingrad, der Schlacht von Kursk, an der Donfront und war Teil der 2. Weißrussischen Front. Mit dieser erreichte er im April schlussendlich Berlin, wo er bis kurz vor Kriegsende an den letzten Straßenschlachten teilnahm und schwer verwundet wurde. Den Tag des Sieges verpasste er daher durch einen Krankenhausaufenthalt.
Nach Ende des Krieges blieb Pikalow im sowjetischen Militär und vollendete 1952 eine Ausbildung an der Timoschenko Militärakademie für Chemische Verteidigung Moskau sowie 1968 eine Ausbildung an der Militärakademie des Generalstabs der Streitkräfte der UdSSR. Während dieser Zeit diente er in unterschiedlichen Dienstgraden bereits in verschiedenen chemischen Streitkräften der Sowjetunion und in Lehr- und Führungspositionen an der Timoschenko Militärakademie, bis er 1969 schließlich vom Verteidigungsminister zum Kommandeur der chemischen Truppen ernannt wurde.

### Nuklearkatastrophe von Tschernobyl
Am Morgen nach der Reaktorexplosion von Tschernobyl erhielt Pikalow einen Anruf des Verteidigungsministers und wurde an den Unfallort beordert. Er traf am Nachmittag des 26. April 1986 am Unglücksort ein, jedoch waren die chemischen Truppen noch nicht anwesend, weshalb der General es selbst auf sich nahm, eine erste Erkundung des Geländes in einem gepanzerten Militärfahrzeug vorzunehmen. Mit einem freiwilligen Fahrer der anwesenden Wehrpflichtigen kundschaftete er das Gebiet aus und konnte so bereits die Ausbreitungsrichtung der Strahlenwolke identifizieren und bei Eintreffen der chemischen Truppen direkt einen vorläufigen Einsatzplan vorlegen und mit den Eindämmungsarbeiten beginnen. In den folgenden Wochen und Monaten organisierte Pikalow die Dekontaminations- und Evakuierungsbemühungen durch zahlreiche, teilweise lange Aufenthalte im Unfallgebiet. Er beaufsichtigte den Großteil der Arbeiten selbst und erarbeitete währenddessen langfristige Pläne für das Verfahren mit dem Gebiet, die er später der Regierung vorlegte. Als Grundlage dienten dem General und seinen Truppen dabei aufgrund der Neuartigkeit der vorliegenden Situation nur wenige wissenschaftliche Dokumente, weshalb viele Verfahren zur Dekontamination unter seiner Aufsicht neu entwickelt wurden.
Am 24. Dezember 1986 wurde er wegen seiner Rolle bei der Eindämmung der Folgen der Katastrophe von Tschernobyl mit dem Orden Held der Sowjetunion ausgezeichnet.

### Ruhestand

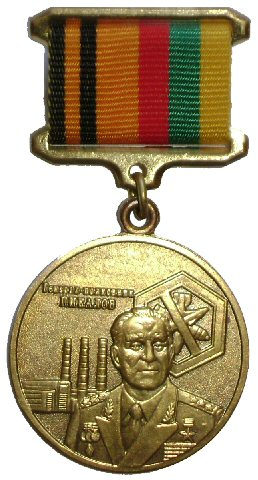
Generaloberst Pikalow Orden für Verdienste in der Aufbewahrung und Vernichtung chemischer Kampfstoffe

1989 wurde General Pikalow ehrenvoll aus dem Militär entlassen. Jedoch arbeitete er weiterhin im Zusammenhang mit dem Militär, so zum Beispiel als Redakteur eines Magazins, das vom militärhistorischen Archiv in Moskau herausgegeben wurde. Zudem war er Koautor eines Buches über nukleare Dekontamination, in dem er die Erfahrungen und das Vorgehen aus der Folgezeit der Katastrophe von Tschernobyl veröffentlichte.
In dieser Zeit erhielt er außerdem Preise für seine Arbeit als Chemiker und wurde Mitglied der Akademie der Technologischen Wissenschaften der Russischen Föderation.
Er starb am 29. März 2003 und wurde in Moskau beigesetzt.

## Andenken
Wladimir Pikalow zu Ehren wurde 2006 der Generaloberst Pikalow Orden durch das russische Verteidigungsministerium geschaffen, der vor allem chemischen Truppen verliehen wird, die sich in der Aufbewahrung und Vernichtung chemischer Waffen verdient gemacht haben. Seit 2008 erinnert eine Plakette vor dem russischen Verteidigungsministerium an ihn. Und letztendlich wurde die russische 29. Brigade für nuklearen, biologischen und chemischen Schutz 2018 von Wladimir Putin nach General Pikalow umbenannt.

## Trivia
- In der Serie Chernobyl wird er durch den Schauspieler Mark Lewis Jones dargestellt.
- Er war einer der benannten Experten in den Veröffentlichungen der Sowjetunion nach der Tschernobyl-Katastrophe zur Konferenz der IAEA in Wien 1987.[10]